# DDR-Einzelmeisterschaft im Schach 1987
Die 36. DDR-Einzelmeisterschaft im Schach fand im Februar 1987 in Glauchau statt.

## Allgemeines
Die Teilnehmer hatten sich über das sogenannte Dreiviertelfinale sowie ein System von Vorberechtigungen und Freiplätzen für diese Meisterschaft qualifiziert. Hauptschiedsrichter war Werner Schreyer.

## Meisterschaft der Herren
Die Abschlusstabelle führt nur 13 Teilnehmer auf, weil Rekordmeister Wolfgang Uhlmann nach der zweiten Runde auf ärztliches Anraten nicht weiterspielen konnte. Er hatte gegen Seils remis gespielt und gegen Casper verloren. Lange sah es nach einem Erfolg für Thomas Pähtz aus, der nach acht Runden mit 1½ Punkten führte und trotz einer späteren Niederlage noch mit einem ganzen Zähler Vorsprung in die letzte Partie ging. Diese verlor er dann jedoch im direkten Aufeinandertreffen mit seinem Verfolger Raj Tischbierek. Da auch Hans-Ulrich Grünberg zur Spitze aufschloss, waren nun drei Spieler punktgleich. Bei zwei Punktgleichen hätte man den Titel beiden zugesprochen, bei mehreren war bis zum Vorjahr ein Stichkampf vorgesehen. Davon hatte man nun aber Abstand genommen und vergab den Meistertitel nach Sonneborn-Berger-Wertung. So holte Tischbierek die Goldmedaille, während Pähtz hinter Grünberg nur Platz 3 blieb. In der Tabelle folgen drei Großmeister und danach
der junge Thomas Luther bei seiner ersten Finalteilnahme.

### Abschlusstabelle
|    | Teilnehmer                                 | 01 | 02 | 03 | 04 | 05 | 06 | 07 | 08 | 09 | 10 | 11 | 12 | 13 | Punkte |
| -- | ------------------------------------------ | -- | -- | -- | -- | -- | -- | -- | -- | -- | -- | -- | -- | -- | ------ |
| 01 | Raj Tischbierek (Baukombinat Leipzig)      |    | ½  | 1  | ½  | 0  | 1  | 1  | ½  | 0  | ½  | 1  | 1  | 1  | 8      |
| 02 | Hans-Ulrich Grünberg (Buna Halle-Neustadt) | ½  |    | ½  | 1  | ½  | ½  | ½  | 0  | ½  | 1  | 1  | 1  | 1  | 8      |
| 03 | Thomas Pähtz (Mikroelektronik Erfurt)      | 0  | ½  |    | 0  | 1  | ½  | ½  | ½  | 1  | 1  | 1  | 1  | 1  | 8      |
| 04 | Rainer Knaak (Baukombinat Leipzig)         | ½  | 0  | 1  |    | ½  | ½  | ½  | ½  | 1  | ½  | ½  | 1  | 1  | 7½     |
| 05 | Lothar Vogt (Baukombinat Leipzig)          | 1  | ½  | 0  | ½  |    | ½  | ½  | 1  | 1  | ½  | ½  | 0  | 1  | 7      |
| 06 | Uwe Bönsch (Buna Halle-Neustadt)           | 0  | ½  | ½  | ½  | ½  |    | 1  | ½  | ½  | 1  | ½  | 1  | ½  | 7      |
| 07 | Thomas Luther (Mikroelektronik Erfurt)     | 0  | ½  | ½  | ½  | ½  | 0  |    | ½  | ½  | 1  | 1  | ½  | 1  | 6½     |
| 08 | Thomas Casper (Baukombinat Leipzig)        | ½  | 1  | ½  | ½  | 0  | ½  | ½  |    | 1  | ½  | ½  | ½  | ½  | 6½     |
| 09 | Peter Hesse (Lok Leipzig Mitte)            | 1  | ½  | 0  | 0  | 0  | ½  | ½  | 0  |    | ½  | ½  | 1  | ½  | 5      |
| 10 | Alexander Goldberg (Dynamo Adlershof)      | ½  | 0  | 0  | ½  | ½  | 0  | 0  | ½  | ½  |    | ½  | ½  | 1  | 4½     |
| 11 | Lutz Espig (Buna Halle-Neustadt)           | 0  | 0  | 0  | ½  | ½  | ½  | 0  | ½  | ½  | ½  |    | ½  | 1  | 4½     |
| 12 | Jörg Seils (Rotation Berlin)               | 0  | 0  | 0  | 0  | 1  | 0  | ½  | ½  | 0  | ½  | ½  |    | ½  | 3½     |
| 13 | Manfred Böhnisch (Lok Leipzig Mitte)       | 0  | 0  | 0  | 0  | 0  | ½  | 0  | ½  | ½  | 0  | 0  | ½  |    | 2      |

### Dreiviertelfinale
Das Dreiviertelfinale der Herren fand im August 1986 in Neubrandenburg statt. Schiedsrichter war erneut Johannes Hoffmann. Zu den eingeladenen Teilnehmern gehörten laut Schach vier talentierte Jugendliche, von denen der spätere Großmeister Thomas Luther am meisten zu gefallen wusste.
Gruppe A
|    | Teilnehmer                               | 01 | 02 | 03 | 04 | 05 | 06 | 07 | 08 | 09 | 10 | Punkte |
| -- | ---------------------------------------- | -- | -- | -- | -- | -- | -- | -- | -- | -- | -- | ------ |
| 01 | Jörg Seils (Rotation Berlin)             |    | ½  | 0  | ½  | 1  | 1  | 1  | ½  | 1  | 1  | 6½     |
| 02 | Thomas Luther (Mikroelektronik Erfurt)   | ½  |    | ½  | ½  | ½  | 1  | 1  | 1  | ½  | ½  | 6      |
| 03 | Thomas Casper (Baukombinat Leipzig)      | 1  | ½  |    | ½  | ½  | ½  | 1  | 1  | 0  | ½  | 5½     |
| 04 | Manfred Schöneberg (Baukombinat Leipzig) | ½  | ½  | ½  |    | ½  | ½  | 0  | 1  | ½  | 1  | 5      |
| 05 | Armin Waschk (Medizin Neubrandenburg)    | 0  | ½  | ½  | ½  |    | 1  | ½  | 0  | 1  | ½  | 4½     |
| 06 | Harald Matthey (Stahlbau Dessau)         | 0  | 0  | ½  | ½  | 0  |    | 1  | 1  | ½  | 1  | 4½     |
| 07 | Mario Hackel (Wismut Aue)                | 0  | 0  | 0  | 1  | ½  | 0  |    | 1  | 1  | 0  | 3½     |
| 08 | Karl-Heinz Bondick (Motor SO Magdeburg)  | ½  | 0  | 0  | 0  | 1  | 0  | 0  |    | 1  | 1  | 3½     |
| 09 | Bernd Wandel (Lok Schwerin)              | 0  | ½  | 1  | ½  | 0  | ½  | 0  | 0  |    | ½  | 3      |
| 10 | Steffen Weitzer (Lok Mitte Leipzig)      | 0  | ½  | ½  | 0  | ½  | 0  | 1  | 0  | ½  |    | 3      |

Gruppe B
|    | Teilnehmer                             | 01 | 02 | 03 | 04 | 05 | 06 | 07 | 08 | 09 | 10 | Punkte |
| -- | -------------------------------------- | -- | -- | -- | -- | -- | -- | -- | -- | -- | -- | ------ |
| 01 | Alexander Goldberg (Dynamo Adlershof)  |    | 1  | ½  | 1  | ½  | ½  | ½  | 1  | 1  | ½  | 6½     |
| 02 | Manfred Böhnisch (Baukombinat Leipzig) | 0  |    | ½  | 0  | 1  | 1  | ½  | 1  | 1  | 1  | 6      |
| 03 | Peter Hesse (Lok Leipzig Mitte)        | ½  | ½  |    | ½  | 1  | 0  | ½  | ½  | 1  | 1  | 5½     |
| 04 | Steffen Lamm (Greika Greiz)            | 0  | 1  | ½  |    | 0  | ½  | 1  | ½  | 1  | ½  | 5      |
| 05 | Gerd Lorenz (Lok Karl-Marx-Stadt)      | ½  | 0  | 0  | 1  |    | ½  | 0  | 1  | 1  | 1  | 5      |
| 06 | Arnd Rösch (SG Buckow)                 | ½  | 0  | 1  | ½  | ½  |    | ½  | ½  | ½  | ½  | 4½     |
| 07 | Hans-Joachim Grottke (Empor Potsdam)   | ½  | ½  | ½  | 0  | 1  | ½  |    | 0  | ½  | 1  | 4½     |
| 08 | Peter Fleischer (AdW Berlin)           | 0  | 0  | ½  | ½  | 0  | ½  | 1  |    | ½  | 1  | 4      |
| 09 | Mike Stolz (Aufbau Börde Magdeburg)    | 0  | 0  | 0  | 0  | 0  | ½  | ½  | ½  |    | 1  | 2½     |
| 10 | Dietrich Zeidler (Motor Suhl)          | ½  | 0  | 0  | ½  | 0  | ½  | 0  | 0  | 0  |    | 1½     |

## Meisterschaft der Damen
Zum Turnier der Damen merkte die Fachpresse an, dass es nicht die gewünschte Spielstärke besessen habe. Positiv wird hingegen der Aufschwung einiger junger Spielerinnen (u. a. Riedel, Nehse) hervorgehoben. In der ersten Hälfte des Turniers dominierte überraschend Petra Gollewsky, die dann jedoch noch weit zurückfiel. So setzte sich schließlich Iris Bröder sehr deutlich durch und wurde zum dritten Mal DDR-Meisterin.

### Abschlusstabelle
|    | Teilnehmer                                 | 01 | 02 | 03 | 04 | 05 | 06 | 07 | 08 | 09 | 10 | 11 | 12 | 13 | 14 | Punkte |
| -- | ------------------------------------------ | -- | -- | -- | -- | -- | -- | -- | -- | -- | -- | -- | -- | -- | -- | ------ |
| 01 | Iris Bröder (Buna Halle-Neustadt)          |    | ½  | 1  | 1  | ½  | ½  | ½  | 1  | 0  | 1  | 1  | 1  | 1  | 1  | 10     |
| 02 | Marion Heintze (Buna Halle-Neustadt)       | ½  |    | ½  | 1  | ½  | ½  | ½  | 0  | 1  | 1  | ½  | 1  | 1  | ½  | 08½    |
| 03 | Antje Riedel (AdW Berlin)                  | 0  | ½  |    | 0  | ½  | 1  | ½  | ½  | 1  | ½  | ½  | 1  | 1  | 1  | 08     |
| 04 | Gundula Nehse (Chemie Ilmenau)             | 0  | 0  | 1  |    | 1  | ½  | 1  | 1  | 1  | ½  | 0  | 0  | ½  | 1  | 07½    |
| 05 | Annett Wagner-Michel (AdW Berlin)          | ½  | ½  | ½  | 0  |    | ½  | 0  | ½  | 1  | 1  | 1  | 0  | ½  | 1  | 07     |
| 06 | Constanze Jahn (Buna Halle-Neustadt)       | ½  | ½  | 0  | ½  | ½  |    | 0  | ½  | ½  | ½  | 1  | 1  | ½  | ½  | 06½    |
| 07 | Ines Starck (AdW Berlin)                   | ½  | ½  | ½  | 0  | 1  | 1  |    | 0  | 0  | ½  | 0  | 1  | ½  | 1  | 06½    |
| 08 | Petra Gollewsky (Motor Leipzig-Stötteritz) | 0  | 1  | ½  | 0  | ½  | ½  | 1  |    | 0  | 0  | 1  | 0  | 1  | 1  | 06½    |
| 09 | Jana Spielmann (Chemie Guben)              | 1  | 0  | 0  | 0  | 0  | ½  | 1  | 1  |    | 0  | ½  | ½  | ½  | 1  | 06     |
| 10 | Hannelore Kube (Medizin Erfurt)            | 0  | 0  | ½  | ½  | 0  | ½  | ½  | 1  | 1  |    | ½  | ½  | ½  | ½  | 06     |
| 11 | Astrid Schönemann (Baukombinat Leipzig)    | 0  | ½  | ½  | 1  | 0  | 0  | 1  | 0  | ½  | ½  |    | ½  | ½  | ½  | 05½    |
| 12 | Kathrin Hamm (Motor Leipzig-Lindenau)      | 0  | 0  | 0  | 1  | 1  | 0  | 0  | 1  | ½  | ½  | ½  |    | 0  | 1  | 05½    |
| 13 | Kerstin Kunze (Fortschritt Cottbus)        | 0  | 0  | 0  | ½  | ½  | ½  | ½  | 0  | ½  | ½  | ½  | 1  |    | ½  | 05     |
| 14 | Karin Timme (Rotation Schwedt)             | 0  | ½  | 0  | 0  | 0  | ½  | 0  | 0  | 0  | ½  | ½  | 0  | ½  |    | 02½    |

### Dreiviertelfinale
Das Dreiviertelfinale der Damen fand im Sommer 1986 in Schwedt/Oder statt. Hauptschiedsrichter war Gerd Klarius. In beiden Gruppen setzte sich jeweils die jüngste Spielerin durch.
Gruppe A
|    | Teilnehmer                           | 01 | 02 | 03 | 04 | 05 | 06 | 07 | 08 | 09 | 10 | Punkte |
| -- | ------------------------------------ | -- | -- | -- | -- | -- | -- | -- | -- | -- | -- | ------ |
| 01 | Kerstin Kunze (Fortschritt Cottbus)  |    | ½  | 1  | 1  | ½  | 1  | 1  | ½  | 1  | 1  | 7½     |
| 02 | Karin Timme (Rotation Schwedt)       | ½  |    | ½  | 1  | ½  | 1  | 1  | ½  | ½  | 1  | 6½     |
| 03 | Diana Walther (Metall Gera)          | ½  | ½  |    | 1  | 0  | ½  | 1  | 1  | 1  | ½  | 6      |
| 04 | Sylvia Hamm (Motor Leipzig Lindenau) | 0  | 0  | 0  |    | 1  | 1  | ½  | ½  | 1  | 1  | 5      |
| 05 | Simone Reichert (AdW Berlin)         | 0  | ½  | 1  | 0  |    | 1  | ½  | 0  | ½  | ½  | 4      |
| 06 | Andrea Koch (Lok Rostock)            | ½  | 0  | ½  | 0  | 0  |    | 0  | 1  | 1  | 1  | 4      |
| 07 | Grit Geißler (Post Dresden)          | 0  | 0  | 0  | ½  | ½  | 1  |    | 0  | 1  | 1  | 4      |
| 08 | Martina Nobis (Lok Karl-Marx-Stadt)  | 0  | ½  | 0  | ½  | 1  | 0  | 1  |    | 0  | ½  | 3½     |
| 09 | Annett Beyer (Rotation Schwedt)      | ½  | ½  | 0  | 0  | ½  | 0  | 0  | 1  |    | 0  | 2½     |
| 10 | Gabriele Manigk (Motor Weimar)       | 0  | 0  | ½  | 0  | ½  | 0  | 0  | ½  | 1  |    | 2½     |

Gruppe B
|    | Teilnehmer                                 | 01 | 02 | 03 | 04 | 05 | 06 | 07 | 08 | 09 | 10 | Punkte |
| -- | ------------------------------------------ | -- | -- | -- | -- | -- | -- | -- | -- | -- | -- | ------ |
| 01 | Jana Spielmann (Chemie Guben)              |    | ½  | ½  | 1  | 1  | ½  | 1  | 1  | 1  | 1  | 7½     |
| 02 | Astrid Schönemann (Baukombinat Leipzig)    | ½  |    | ½  | ½  | 1  | 1  | ½  | 1  | 1  | 1  | 7      |
| 03 | Petra Gollewsky (Motor Leipzig-Stötteritz) | ½  | ½  |    | 0  | 0  | 1  | 1  | 1  | 1  | 1  | 6      |
| 04 | Martina Claus (Medizin Röbel)              | 0  | ½  | 1  |    | 1  | 0  | 0  | 1  | 1  | 1  | 5½     |
| 05 | Kathrin Müller (Empor Erfurt)              | 0  | 0  | 1  | 0  |    | 1  | 1  | 1  | 1  | ½  | 5½     |
| 06 | Astrid Micheel (Hydraulik Parchim)         | ½  | 0  | 0  | 1  | 0  |    | ½  | 1  | 0  | ½  | 3½     |
| 07 | Heidrun Bade (PH Potsdam)                  | 0  | ½  | 0  | 1  | 0  | ½  |    | 0  | 1  | ½  | 3½     |
| 08 | Helga Mickmann (Empor Burg)                | 0  | 0  | 0  | 0  | 0  | 0  | 1  |    | ½  | 1  | 2½     |
| 09 | Grit Strohner (Fortschritt Altentreptow)   | 0  | 0  | 0  | 0  | 0  | 1  | 0  | ½  |    | 1  | 2½     |
| 10 | Jutta Schultz (Rotation Schwedt)           | 0  | 0  | 0  | 0  | ½  | ½  | ½  | 0  | 0  |    | 1½     |

## Jugendmeisterschaften
| Altersklasse | männlich                              | weiblich                               |
| ------------ | ------------------------------------- | -------------------------------------- |
| 07/08        | Ivo Riedel (Stahl Niederschönhausen)  | Anke Kossack (Lok Halle)               |
| 09/10        | Holger Pröhl (TSG Wittenberg)         | Claudia Eckhardt (Buna Halle-Neustadt) |
| 11/12        | Rick Burmeister (Carl Zeiss Jena)     | Nicole Kühn (Motor Weimar)             |
| 13/14        | Jan Ringel (Post Berlin)              | Anetta Günther (Post Dresden)          |
| 15/16        | Dirk Rosenthal (TSG Oberschöneweide)  | Kerstin Kunze (Fortschritt Cottbus)    |
| 17/18        | Mario Hackel (Mikroelektronik Erfurt) | Gundula Nehse (Chemie Ilmenau)         |